# Vikhan
Il Vikhan o Vikhan Sheepdog o Chitral Watchdog o Pakistani Vikhan Dog è una razza di cane da guardia del bestiame originaria del Pakistan e dell'India.
In Pakistan, si trova specificamente nella regione Chitral della provincia di Khyber Pakhtunkhwa, mentre in India, si trova nell'Himachal Pradesh. Il nome della razza deriva dalla parola sanscrita "vikh", che significa rotto, senza naso o eremita. È possibile che il nome sia stato dato a causa del terreno accidentato e irregolare su cui si trova, o perché la razza vive spesso in solitudine da altre parti del subcontinente indiano.

La provincia del Khyber Pakhtunkhwa, luogo d'origine della razza

Rispetto ad altre razze di guardiani del bestiame, il Vikhan ha una struttura più leggera, costruito più per la velocità che per la forza, simile a un grande Scotch Collie. Sono alti circa 65 cm, con molte variazioni possibili e grandi variazione di peso, ciò anche, perché non esiste uno standard di razza.
La razza è solitamente di colore nero, rossastro o screziato con orecchie pendenti e coda folta; il suo lungo mantello è spesso rasato ed è utilizzato per fare una lana scura.
Nella sua area di origine, in grado di vivere nel clima freddo degli stati himalayani ed è utilizzato per proteggere i greggi di pecore dai leopardi delle nevi ed altri predatori; per proteggere il collo della razza dai denti di quest'ultimo, è spesso dotato di uno spesso collare di ferro il vreccale.